# 少先队员岛
少先队员岛（俄语：О́стров Пионе́р）是位于北冰洋上北地群岛中的一个岛屿，为俄罗斯领土。面积1,527平方公里，是北地群岛中的第四大岛。岛上有少先队员冰川。该岛是由喬治·烏沙科夫和尼古拉·烏爾凡切夫领导的四人探险小组在1930至1932年的远征途中发现的。